# Henry Duhamel

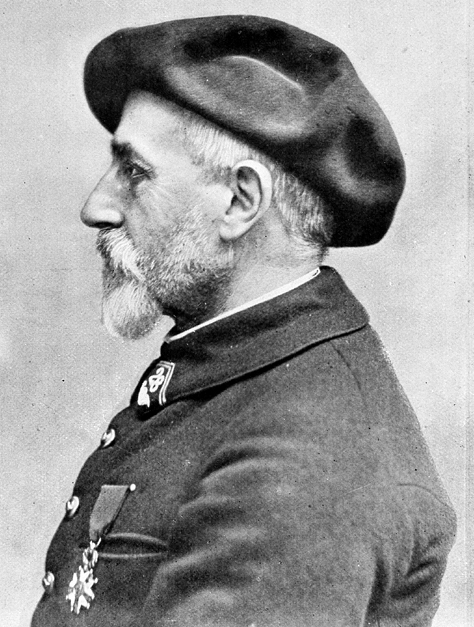
Henry Duhamel

Henry Duhamel (Parijs, 9 december 1853 - Gières, 7 februari 1917) was een Franse alpinist.
Duhamel verhuisde in 1872 van Parijs naar Gières om gezondheidsredenen. Hij legde zich toe op het alpinisme en in 1874 stichtte hij de sectie Isère van de Club alpin fançais. Hij beklom verschillende toppen in het Écrinsmassief als eerste.
Hij was een pionier van het skiën in Frankrijk. In 1878 ontdekte hij de ski's van de Lappen in het Scandinavisch paviljoen op de Wereldtentoonstelling van Parijs. Hij schafte zich een paar aan, dat hij uittestte in het gebergte van Chamrousse. Bij gebrek aan degelijke hechtingen was dit geen succes. In 1891 ondernam hij een reis naar Finland om daar het skiën te leren. Hij keerde terug naar Frankrijk met ski's met de juiste hechtingen en introduceerde de sport bij zijn vrienden.
Duhamel schreef verschillende boeken en tijdschriftartikelen over het alpinisme, die hij illustreerde met zelfgenomen foto's. Ook maakte hij topografieën van de bergen in Isère. Zijn aantekeningen hierrond worden bewaard in het Musée Dauphinois.